# عروس معاوضه‌شده
عروس معاوضه شده (آلمانی: Die verkaufte Braut) یک فیلم آلمانی به کارگردانی ماکس افولس است که در سال ۱۹۳۲ منتشر شد. از بازیگران آن می‌توان به ماکس شرک و کارل فالنتین اشاره کرد. این فیلم بر اساس یک اپرای کمدی مشهور به همین نام اثرِ بدریخ اسمتانا ساخته شد.